# Escudo de Austria
El escudo de Austria data del año 1919. Es un águila de sable con las alas extendidas, que porta sobre su pecho el escudo del antiguo ducado de Austria, que es un campo dividido en tres franjas horizontales del mismo tamaño: de gules la superior y la inferior, y central de plata, respectivamente. El águila porta en sus garras una hoz, que es el símbolo de la agricultura (con la derecha) y un martillo por la industria (en la izquierda), ambos de oro. También sostiene entre sus patas una cadena rota de plata. El águila aparece coronada con una corona mural, símbolo de la República, que es la forma de gobierno vigente en el país (inicialmente representaba a la clase media). 
El escudo introduce algunas modificaciones, pero es muy similar a las versiones adoptadas en 1919 y 1934. Todas ellas provienen del escudo de los Emperadores de Austria, al que se le eliminaron algunos elementos, como una de las dos cabezas del águila (que era bicéfala, salvo en la versión de 1934), tres coronas (imperial: la superior y reales las que se situaban sobre las cabezas del águila), el collar de la Orden del Toisón de Oro (en algunas versiones aparecían más órdenes) o los cuarteles con los símbolos otros territorios que dominaron los Habsburgo. 
Después de 1945 se añadieron al escudo las cadenas rotas del águila en referencia a la independencia con respecto a Alemania.
Entre el 11 de noviembre de 1918 y el 8 de mayo de 1919, en Austria se utilizó un escudo conocido como emblema de la torre que fue diseñado personalmente por el canciller Karl Renner. En este escudo aparecían representados: una torre (símbolo de la burguesía), dos martillos (símbolo de la clase obrera) y una corona de espigas de trigo (símbolo de los agricultores). En el emblema de la torre se incorporaron los colores germánicos (negro-rojo-amarillo), adoptados por la Confederación Germánica.

## Escudos históricos
|                                               |
| Escudo del Archiducado de Austria (960-1804). |

|                                                   |
| Emblema de la torre, Austria Alemana (1918-1919). |

|                                                       |
| Escudo de la Primera República Austríaca (1919-1934). |

|                                                   |
| Escudo del Estado Federal de Austria (1934-1938). |